# Костюк Артур Ігорович
Артур Ігорович Костюк (нар. 26 червня 2008, Коломия) — український борець вільного стилю. Чемпіон світу та чемпіон Європи U17 2025 року в категорії до 80 кг.

## Життєпис
Спортсмен Артур Костюк є вихованцем 
Школи вищої спортивної майстерності та Коломийської ДЮСШ, а його тренери — Ігор Василишин, Григорій Шулепа та Микола Угринчук.

### 2017-2023: становлення спортсмена
У квітні 2018 року Артур Костюк здобув золоту нагороду на Міжобласному турнірі «Наші надії» з вільної боротьби в категорії до 35 кг, у червні - на Всеукраїнському турнірі, присвяченому до Дня дитини, у Львові. У листопаді того ж року виграв бронзову нагороду на XXVI міжнародному юнацькому меморіа тренера Богдана Сцібайла з вільної боротьби в Тернополі.
У лютому 2019 року здобув бронзову медаль на Всеукраїнському турнірі з вільної боротьби пам’яті Сергія Нігояна.
У грудні 2021 року на Відкритому київському фестивалі спортивної боротьби (FS U13, WW U13) здобув золоту нагороду.
У липні 2022 року виграв "бронзу" на Чемпіонаті Європи U15 з вільної боротьби в категорії до 62 кг. У вересні здобув золоту нагороду на Відкритому обласному турнірі "Олімпійські надії Поділля" з вільної боротьби серед юнаків 2008-2010 р.н. та хлопців 2011-2013 р.н. і дівчат 2008-2010 р.н. У жовтні виграв золоту нагороду на Міжнародному турнір з вільної боротьби на Кубок Красницького краю в Польщі. У листопаді такий ж результат отримав на Чемпіонаті України U15 з вільної боротьби.
У травні 2023 року успішно виступив на European Open School Combat Games, які проходили в Белграді, здобувши золоту медаль.

### 2024: бронза на ЧС U17
У липні 2024 року здобув золоту медаль у Всеукраїнському юнацькому турнірі з вільної боротьби, який був присвячений ветеранам боротьби Прикарпаття та полеглим захисникам України.
На Чемпіонаті світу U17 2024 року в місті Амман виступив доволі успішно: у стадії 1/8 фіналу розгромно переміг узбецького борця Буньода Руфатова з рахунком 10:0, у чвертьфіналі — казахського борця Бейбариса Єргалі (6:0), у 1/2 фіналу зазнав поразки від грузинського борця Ніколоза Майсурадзе, але в сутичці за бронзу переміг азербайджанця Мохаммада Абашада, таким чином здобувши бронзову медаль.
У листопаді на міжнародному турнірі з вільної боротьби серед юнаків до 17 років у місті Кошице здобув золоту медаль у категорії до 80 кг. Згодом здобув золоту медаль на Чемпіонаті України з вільної боротьби (до 16 років), що проходив у місті Буча.

### 2025: золото на ЧЄ та ЧС U17
У червні 2025 року на Чемпіонаті Європи U17 в місті Скоп'є Артур Костюк здобув золоту нагороду: в 1/8 фіналу пройшов турка Ясіна Тюрка з розгромним рахунком 10:0, у 1/4 фіналу переміг грузинського борця Гігу Отінашвілі (7:0), у 1/2 фіналу - британця Маршала Еверета Джонса (11:0), а у фіналі переміг "нейтрального" спортсмена Магомеда Абдусаламова.
У серпні здобув золоту нагороду на Чемпіонаті світу U17 в місті Афіни: у 1/8 фіналу розгромно переміг узбецького борця Арслана Азумбердієва з рахунком 11:0, у чвертьфіналі переміг турка Мухаммеда Берада Ертюрка (6:0), у півфіналі здобув важливу перемогу над російським "нейтральним" борцем з Осетії Іссою Зангієвим (2:1), а у фіналі переміг іранця Мохаммадпарса Пеймана Карамі з рахунком 3:1.